# Phelipanche ramosa
Phelipanche ramosa är en snyltrotsväxtart som först beskrevs av Carl von Linné, och fick sitt nu gällande namn av Auguste Nicolas Pomel. Phelipanche ramosa ingår i släktet Phelipanche och familjen snyltrotsväxter. Inga underarter finns listade i Catalogue of Life.